# Diopsiulus jeekeli
Diopsiulus jeekeli är en mångfotingart som beskrevs av Jean-Paul Mauriès 1981. Diopsiulus jeekeli ingår i släktet Diopsiulus och familjen Stemmiulidae. Inga underarter finns listade i Catalogue of Life.